# Nationalpark Cheile Nerei - Beușnița
Der Nationalpark Cheile Nerei - Beușnița (auch Nationalpark Nera-Klamm - Beușnița, rumänisch Parcul Național Cheile Nerei - Beușnița) ist ein Nationalpark im Anina-Gebirge, Kreis Caraș-Severin, im Südwesten Rumäniens. Er erstreckt sich auf einem Areal von 76.062 Hektar und besteht aus einer Karstlandschaft aus Kalkstein auf einer Länge von 22 Kilometern entlang des Neratals mit einer Lagenhöhe zwischen 200 und 1116 Meter an der höchsten Bergspitze, dem Leordis Gipfel.

## Geschichte

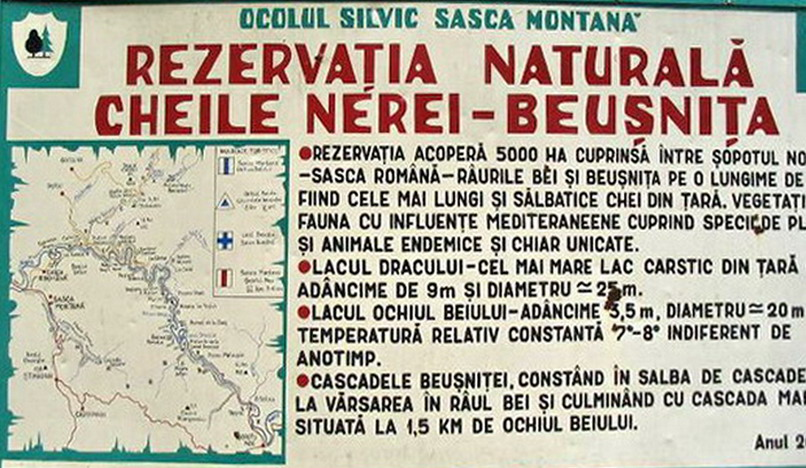
Nationalpark Cheile Nerei - Beușnița

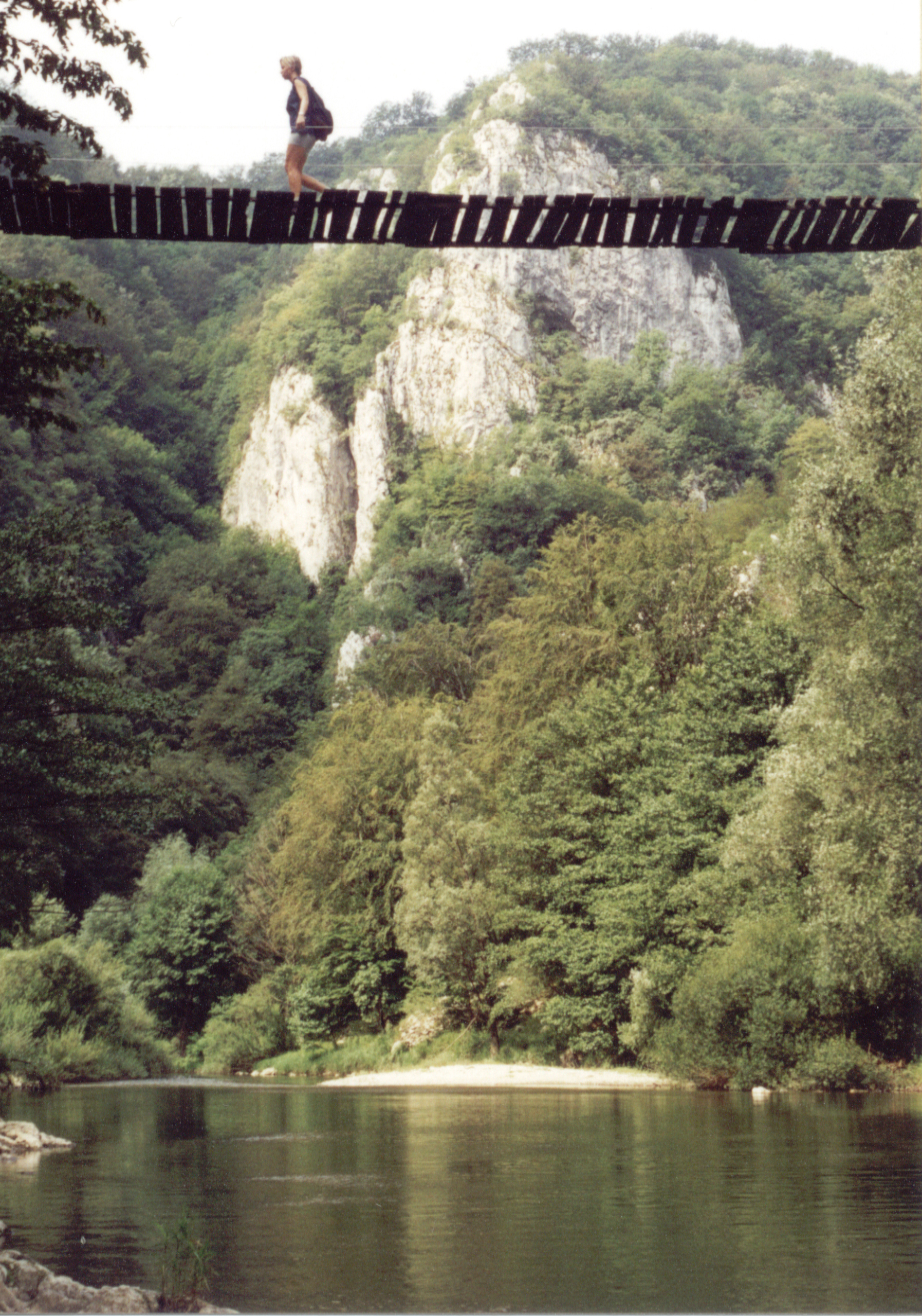
Hängebrücke im Neratal

Bereits 1943 wurde der Nationalpark Beușnița zum Naturschutzgebiet erklärt, 1973 folgte das Reservat Cheile Nerei (deutsch Nera-Klamm). Im Jahr 1990 kam es dann zur Gründung des Nationalparks Cheile Nerei - Beușnița. In seiner heutigen Ausdehnung wurde der Nationalpark Cheile Nerei-Beușnița vom rumänischen Parlament durch das Gesetz Nummer 5 vom 6. März 2000 festgelegt und im Amtsblatt (rumänisch Monitorul Oficilal) Nummer 152 vom 12. April 2000 veröffentlicht. Der Nationalpark Cheile Nerei-Beușnița besteht seit 1990 und wurde im Jahre 2000 durch die Weltnaturschutzunion IUCN als Schutzgebiet der Kategorie II (Nationalpark) anerkannt. Er hat die nationale Nummer RONPA0003 und die WDPA-Nummer 11176. Im Jahr 2017 wurden 4.292 Hektar des Nationalparks als UNESCO-Weltnaturerbe zum Eintrag Buchenurwälder und Alte Buchenwälder der Karpaten und anderer Regionen Europas hinzugefügt.

## Beschreibung

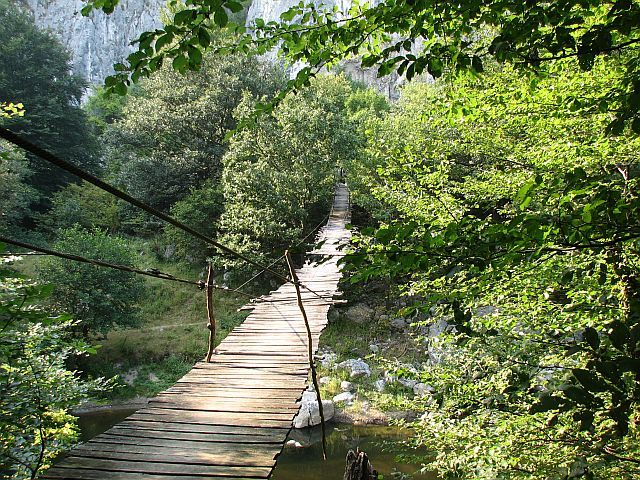
Holzsteg über die Nera

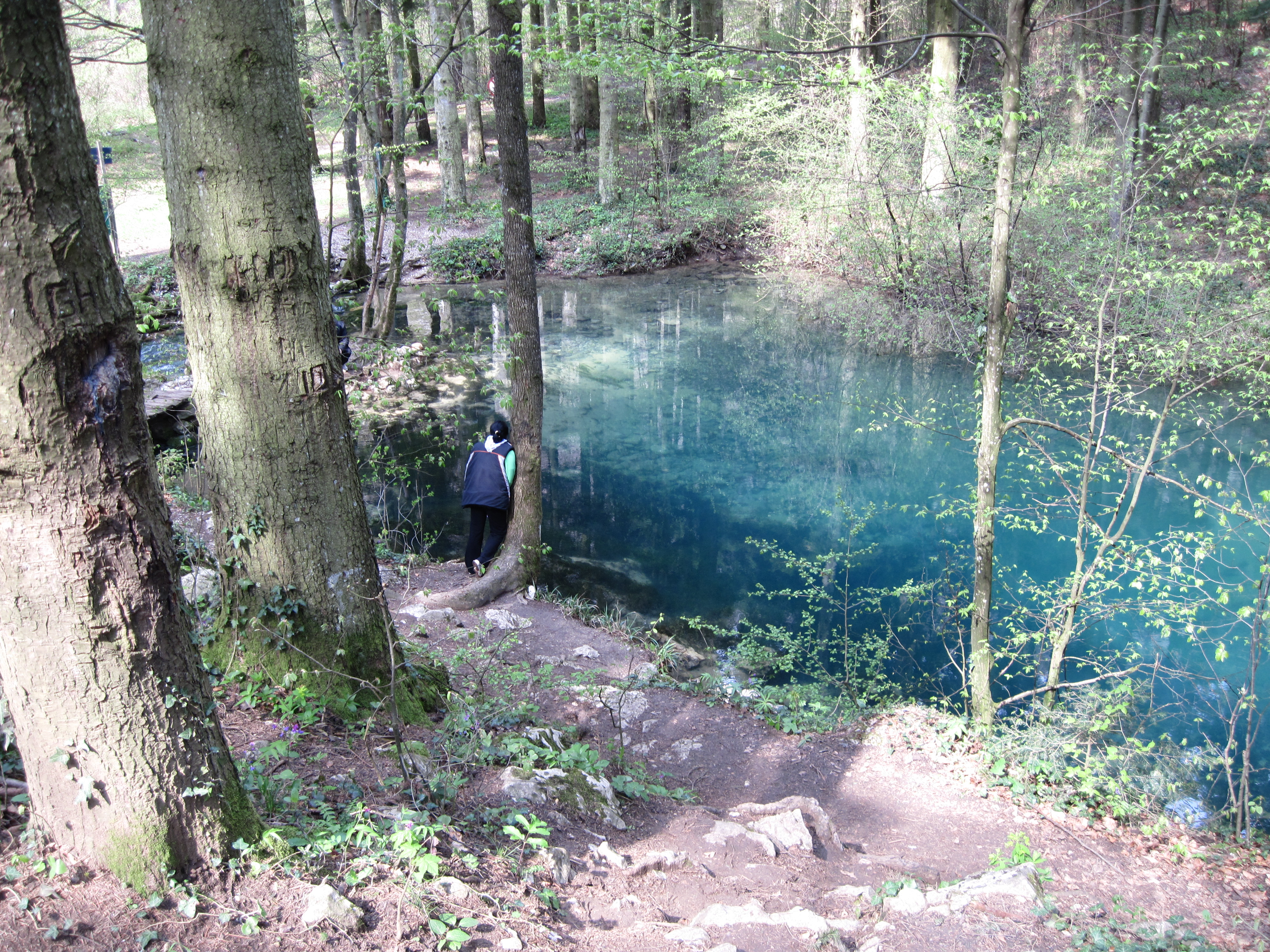
Der See Ochiul Beiului

Die Quellen der Nera entspringen im Semenic-Gebirge (rumänisch Munții  Semenicului). Nordöstlich des Gipfels Piatra Nedeia entspringt die Nergan und südöstlich des Piatra Gozna die Nerganița. Auf dem waldreichen Südhang des Semenic-Gebirges vereinigen sich die beiden Bäche zur Nera. Zwischen Pătaș und Șopotul Nou nimmt die Nera das Wasser auf, das ihr über die Nordwestflanke des Almăj-Gebirges (rumänisch Munții  Almăjului) zufließt. Reichliche Zufuhr erhält sie bei Bozovici von der Minisch (rumänisch Miniș). Nachdem sie das fruchtbare Almăj-Tal (rumänisch Valea Almăjului) verlassen hat, zwängt sich die Nera, den Banater Karst schneidend, durch eine grandiose Felsenwelt. Die 22 Kilometer lange Schlucht beginnt bei Șopotul Nou und endet bei Sasca Română. Ungezählt sind ihre oft mäanderartigen Windungen.

### Karstlandschaft

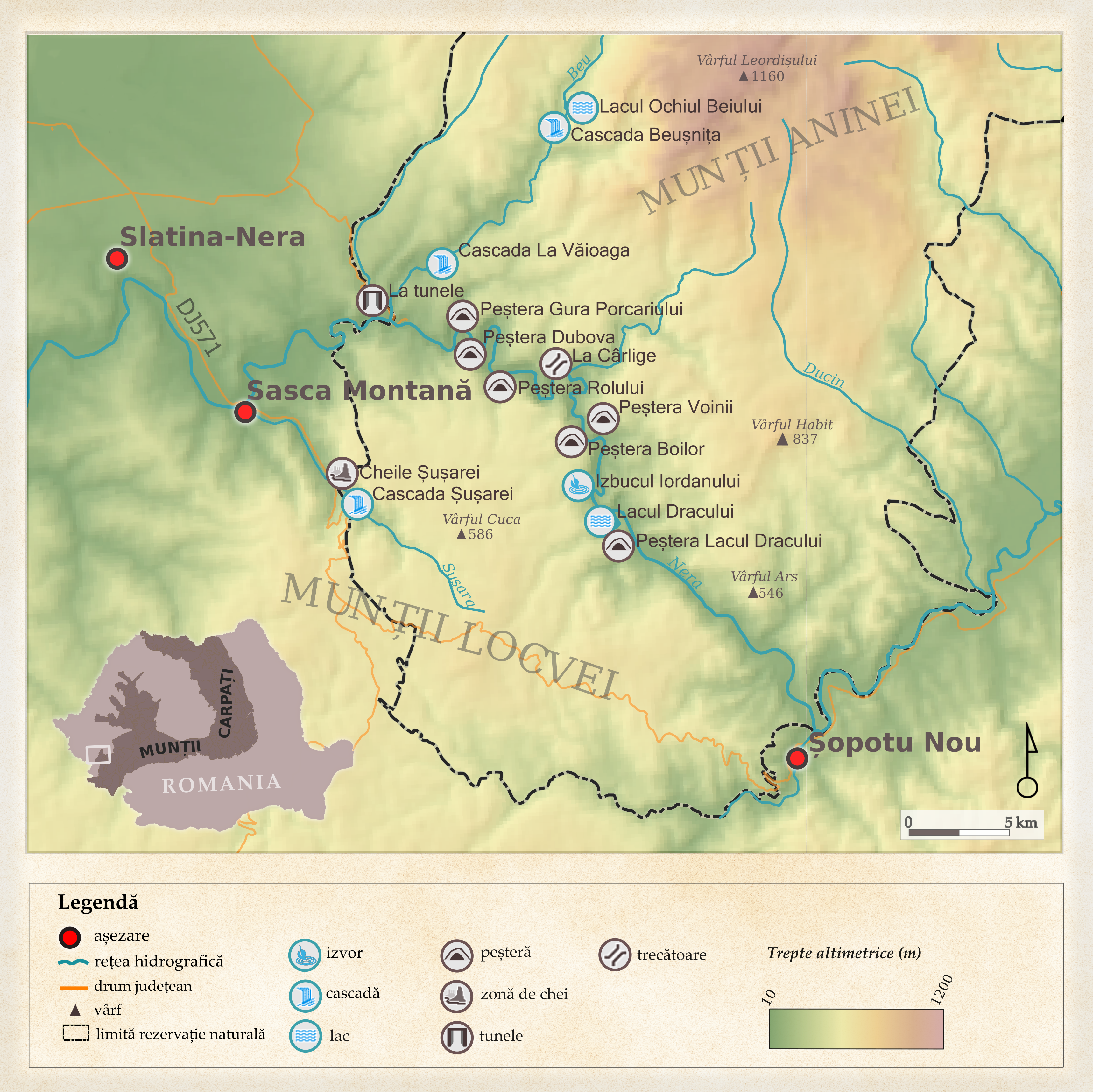
Naturschutzgebiete im Neratal

Steile Kalksteinfelsen, die die Bezeichnungen „cârșe“, „pânze“ oder „cleanțuri“ tragen, ragen an den Ufern des Flusses hoch. Zu den imposantesten gehören Cârșa Căprariului, Cracul Turburii, Cârșa Șoimului, Begul Mare, Cârșa Rolului. Am dichtesten stehen die „cârșe“ im mittleren Abschnitt der Klamm.
Eine große Anzahl von Grotten, Höhlen und Karstseen sind hier anzutreffen. Die Höhlen Peștera Dubova, Peștera Voii, Gaura Hicleană und Peștera Rolului sind einige davon. Unweit der Gaura Hicleană befinden sich die Strudelkessel La Coveţi.
Zwei Höhlenseen Ochiul Beiului (deutsch Meerauge) und Lacul Dracului (deutsch Teufelssee) sind im Karstgebiet des Neratals anzutreffen.
Der Lacul Dracului ist durch den Einsturz einer Grotte entstanden. Man nimmt an, dass er von der Nera unterirdisch gespeist wird. Der See ist 35 Meter lang, 18 Meter breit und 9 Meter tief.
Der Ochiul Beiului hat eine Fläche von  284 Quadratmeter und ist 3,6 Meter tief.
Die Beușnița-Wasserfälle (deutsch Cascadele Beușniței) sind einmalig in Rumänien.

### Flora

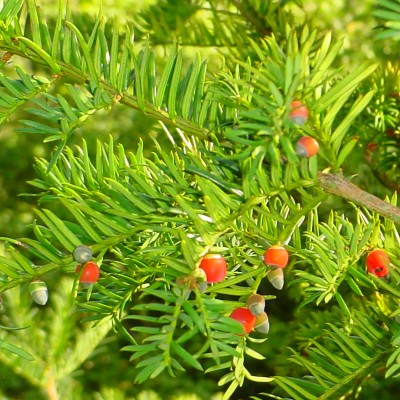
Europäische Eibe
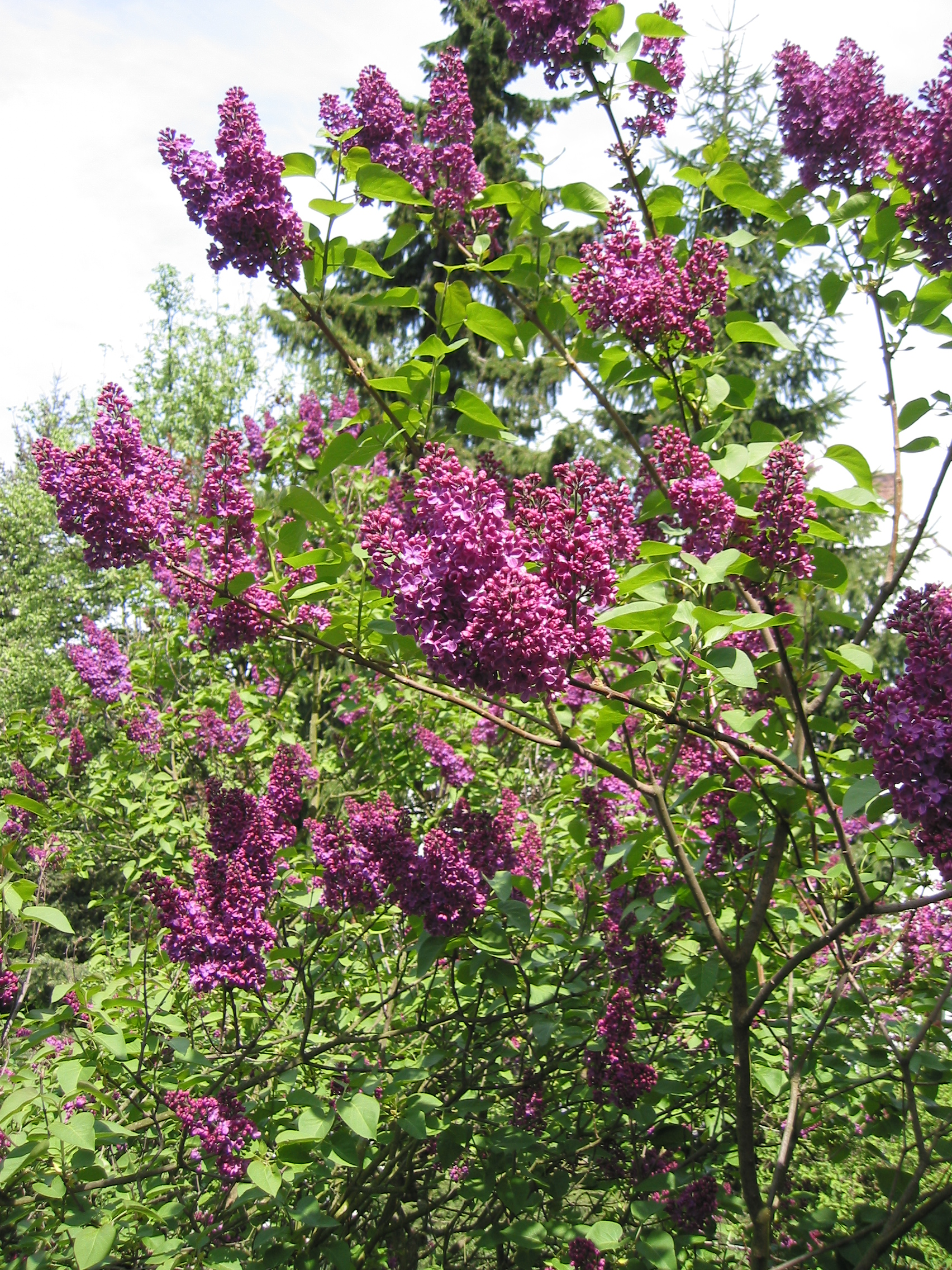
Gemeiner Flieder
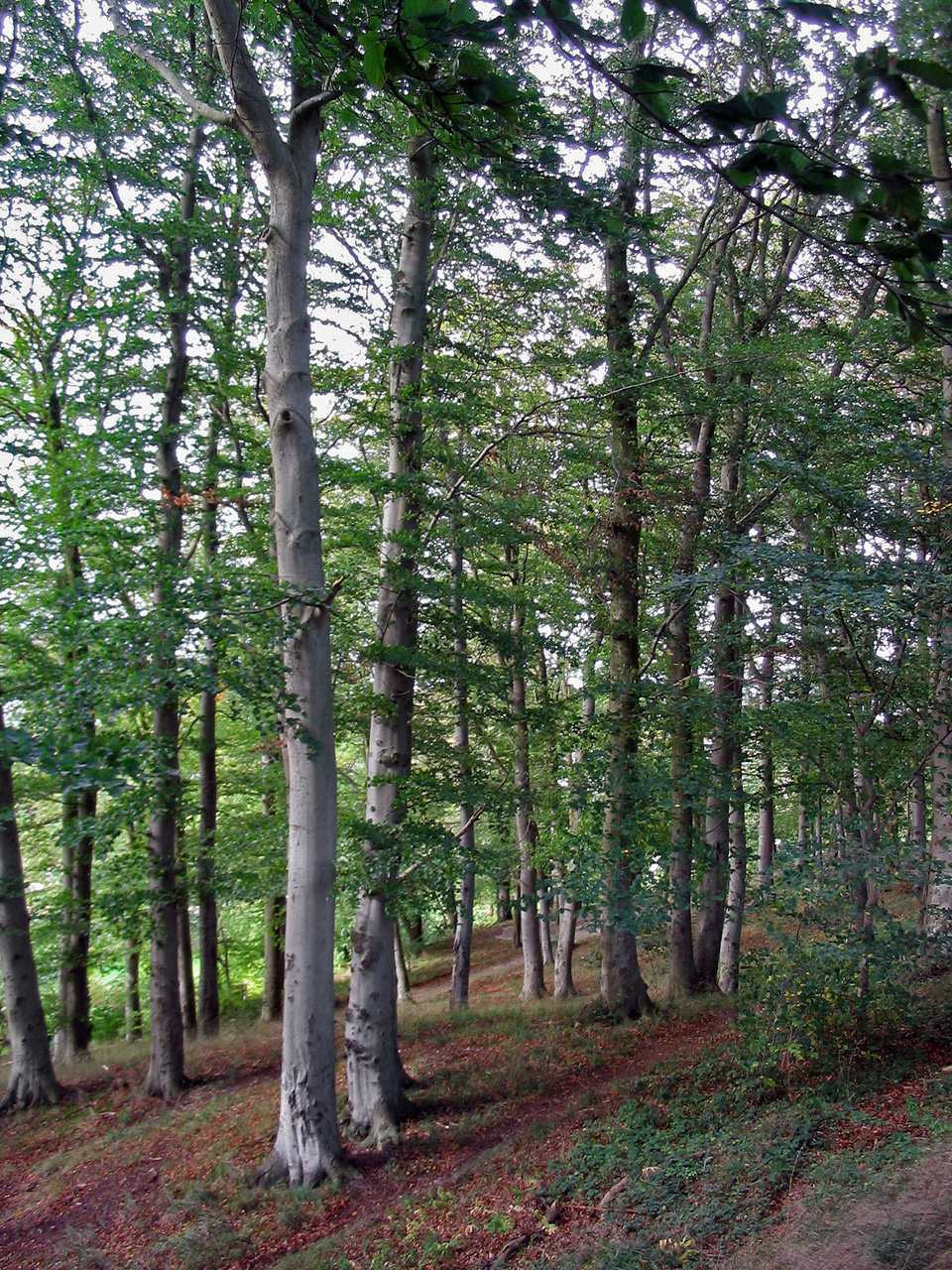
Buchenwald
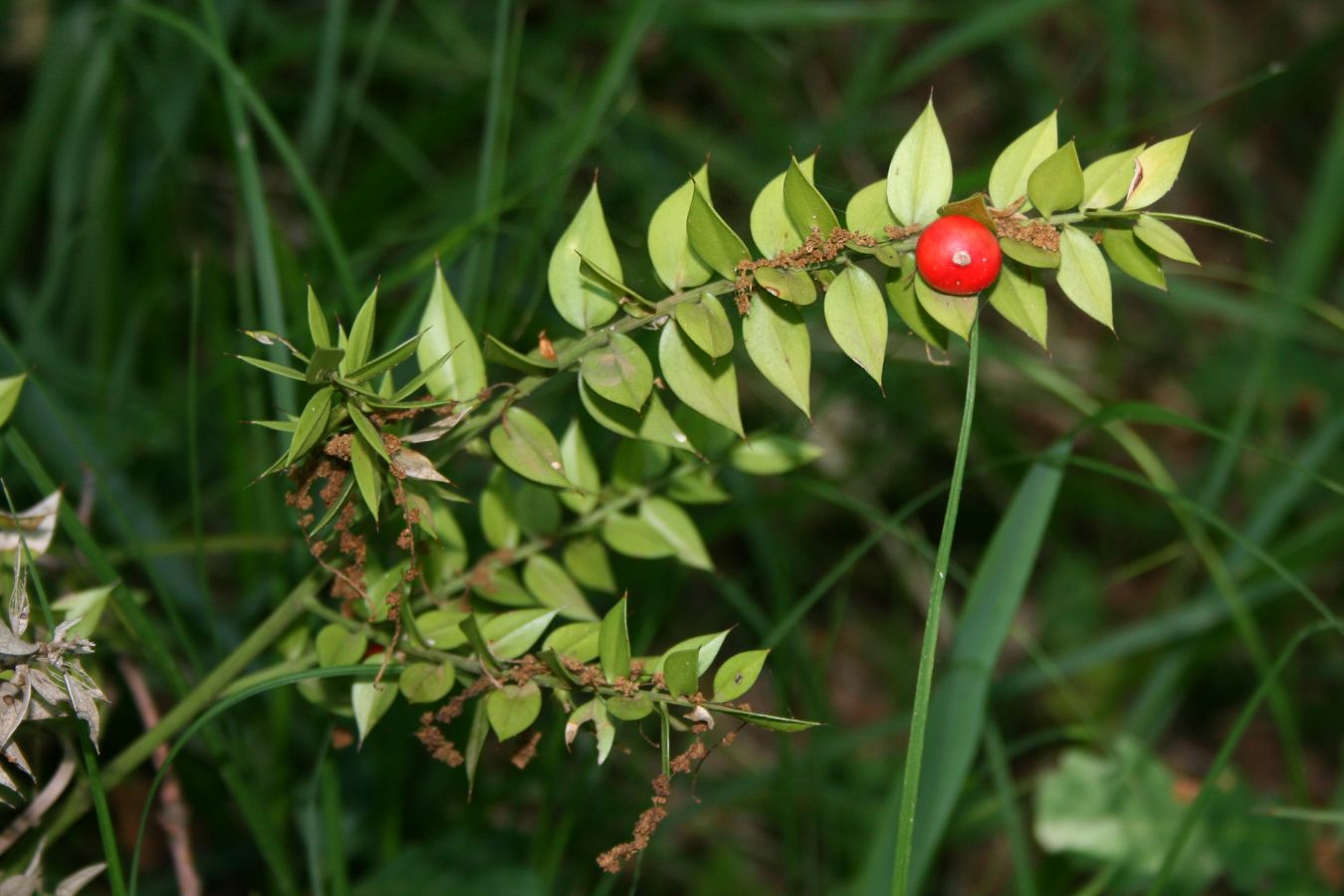
Stechender Mäusedorn
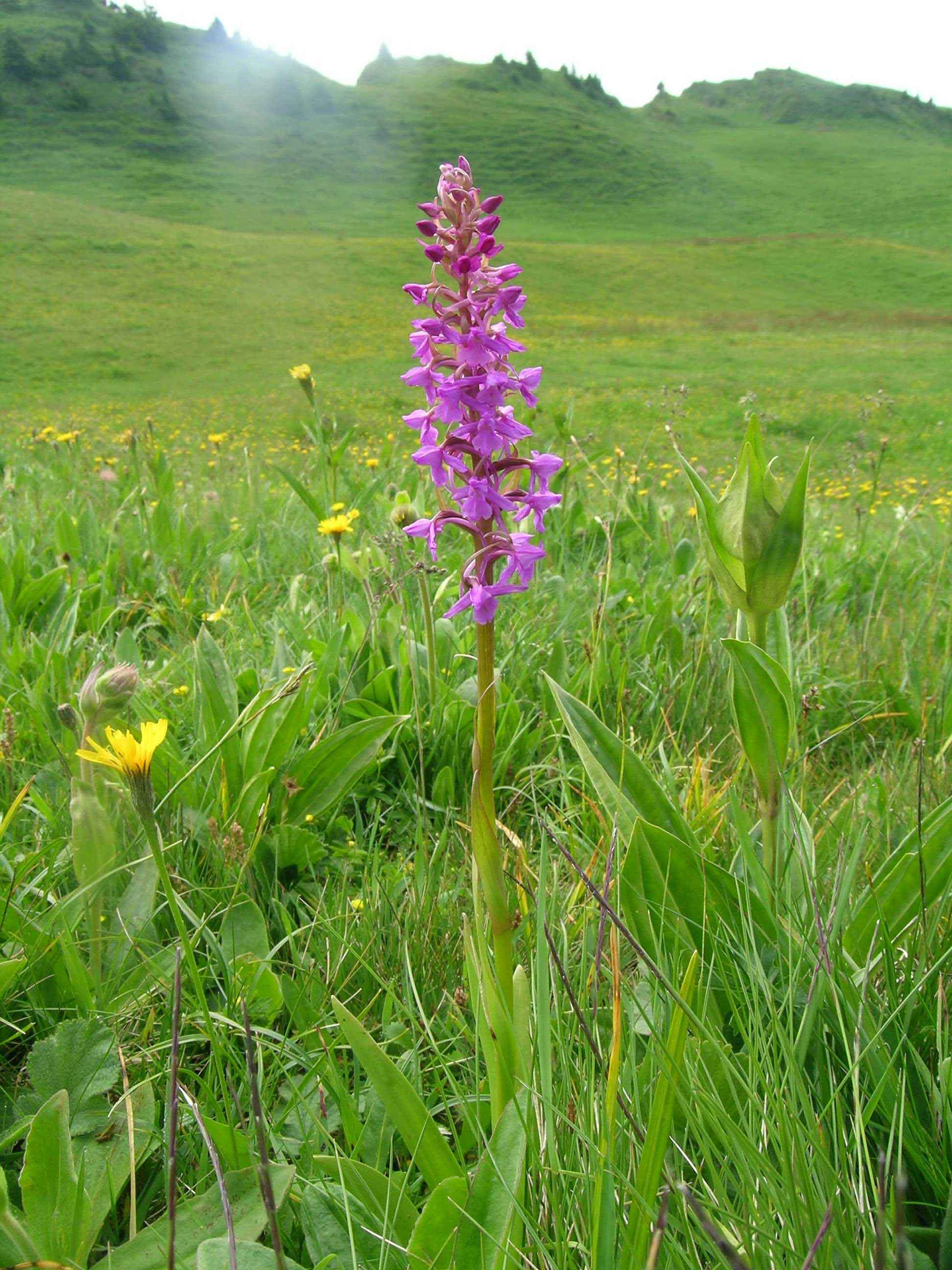
Mücken-Händelwurz
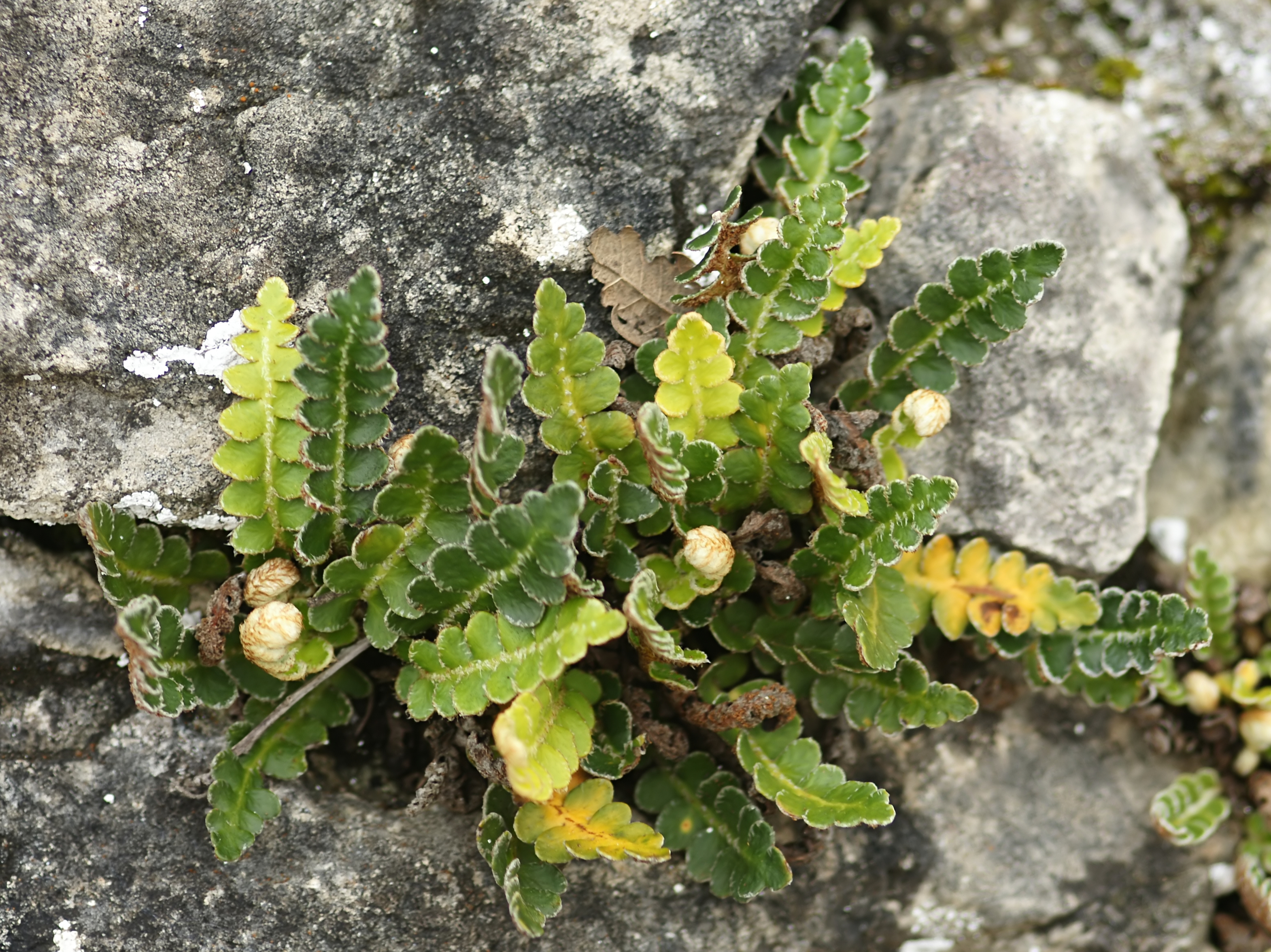
Milzfarn

Die Vegetation des Nationalparks Nera-Klamm ist äußerst artenreich. Hier trifft man sowohl endemische Arten an als auch Pflanzen, die für den Mittelmeerraum typisch sind oder aber für Nordeuropa. 1086 Pflanzentaxa wurden auf dem Areal des Nationalparks Cheile Nerei-Beușnița identifiziert, darunter sind sowohl Pflanzenarten mit europäischem, zentraleuropäischem als auch mit euroasiatischem Einfluss.
Die Waldvegetation beherbergt Bäume und Sträucher wie:
- Stieleiche (Quercus robur)
- Hainbuche (Carpinus betulus)
- Rotbuche (Fagus sylvatica)
- Gemeine Esche (Fraxinus excelsior)
- Zerreiche (Quercus cerris)
- Traubeneiche (Quercus petraea)
- Schwarz-Erle (Alnus glutinosa)
- Europäische Eibe (Taxus baccata)
- Manna-Esche (Fraxinus ornus)
- Baum-Hasel (Corylus colurna)
- Stechender Mäusedorn (Ruscus aculeatus)
- Mammutbäume (Sequoioideae)
- Gemeiner Flieder (Syringa vulgaris).

Unter den krautigen Pflanzen sind anzutreffen:
- Ziegen-Riemenzunge (Himantoglossum caprinum)
- Fritillaria montana
- Gelber Lein (Linum flavum)
- Milzfarn (Ceterach officinarum)
- Cephalaria laevigata
- Affen-Knabenkraut (Orchis simia)
- Mücken-Händelwurz (Gymnadenia conopsea)
- Zwerg-Lerchensporn (Corydalis pumila)
- Gold-Krokus (Crocus flavus)
- Xanthium spinosum

### Fauna

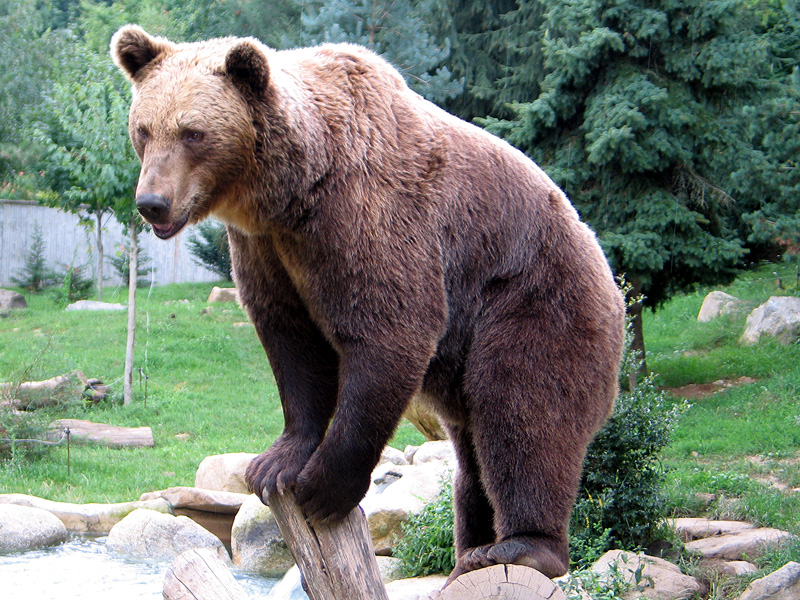
Braunbär
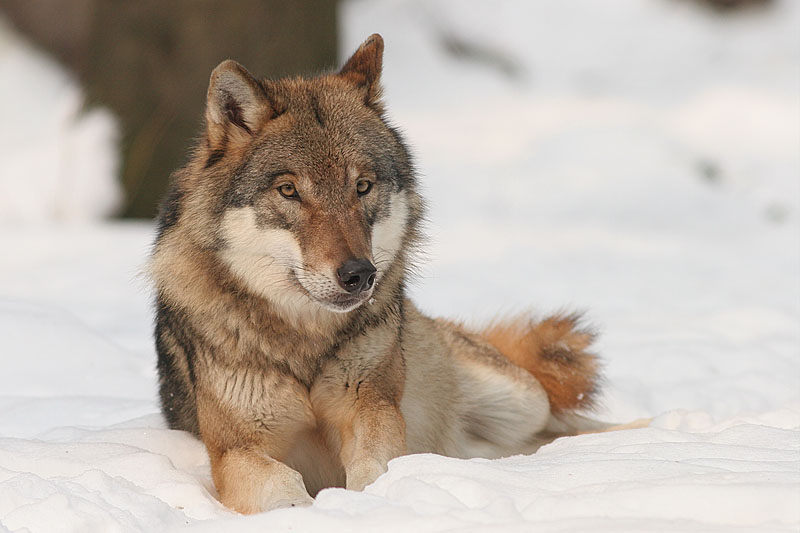
Wolf
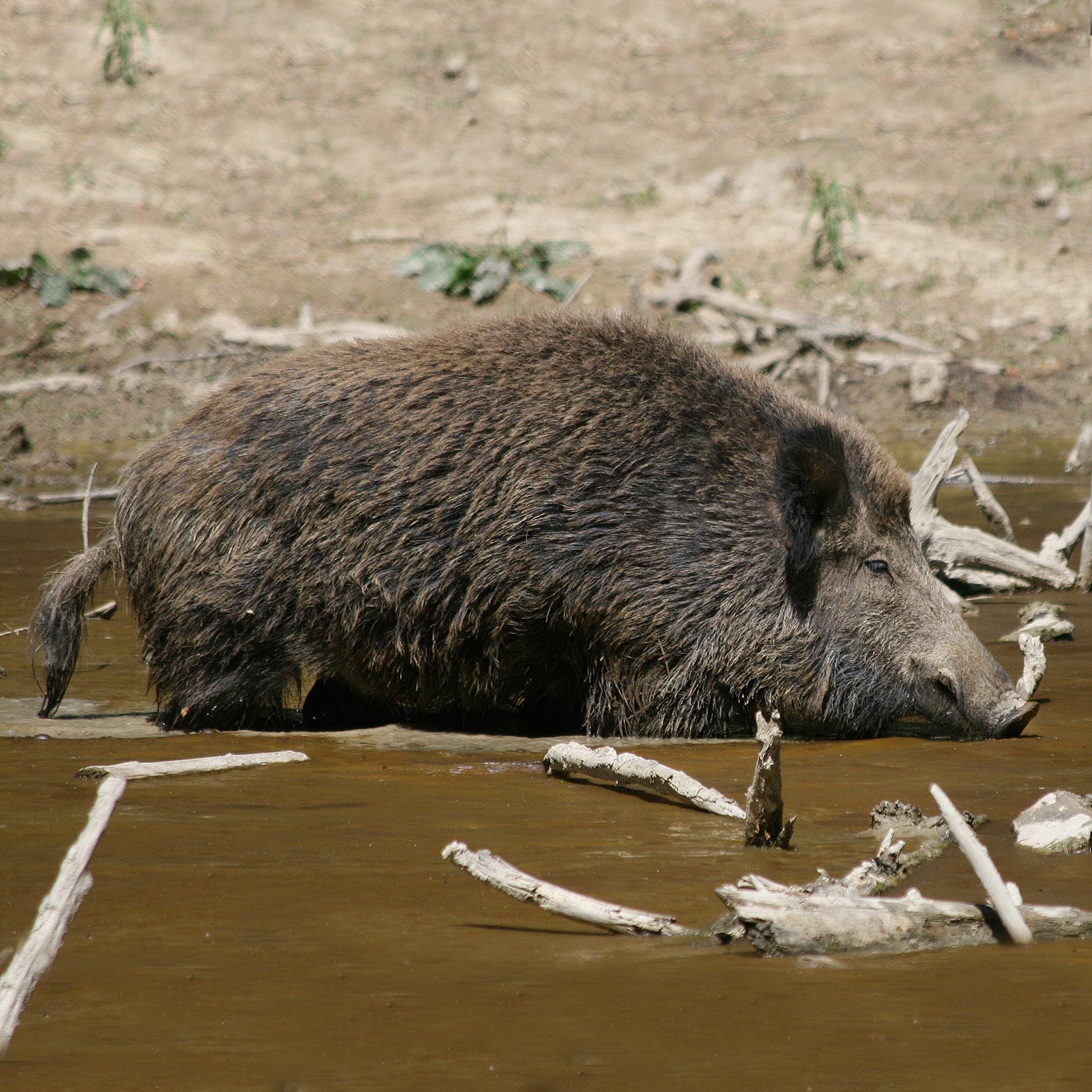
Wildschwein
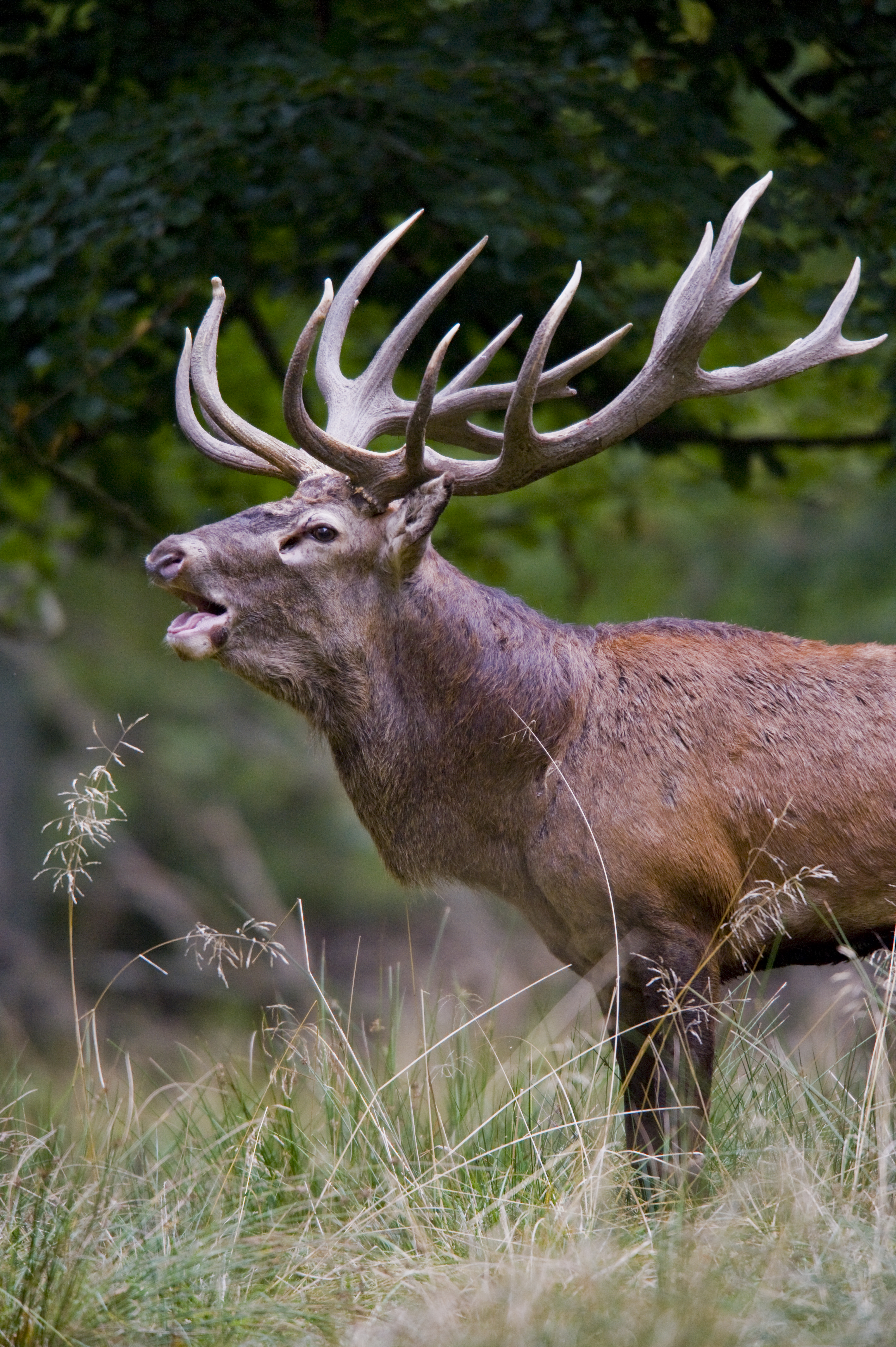
Rothirsch
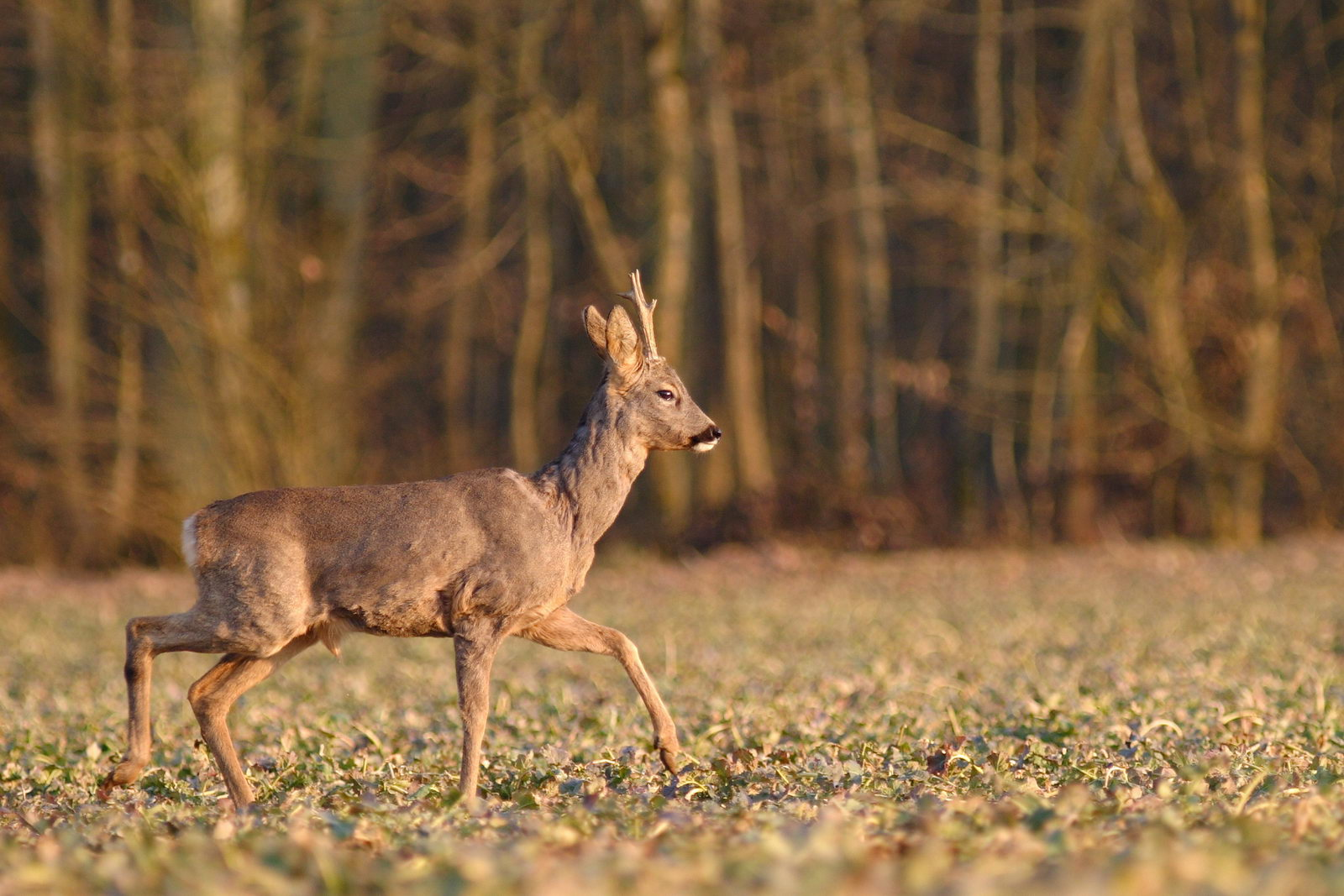
Reh
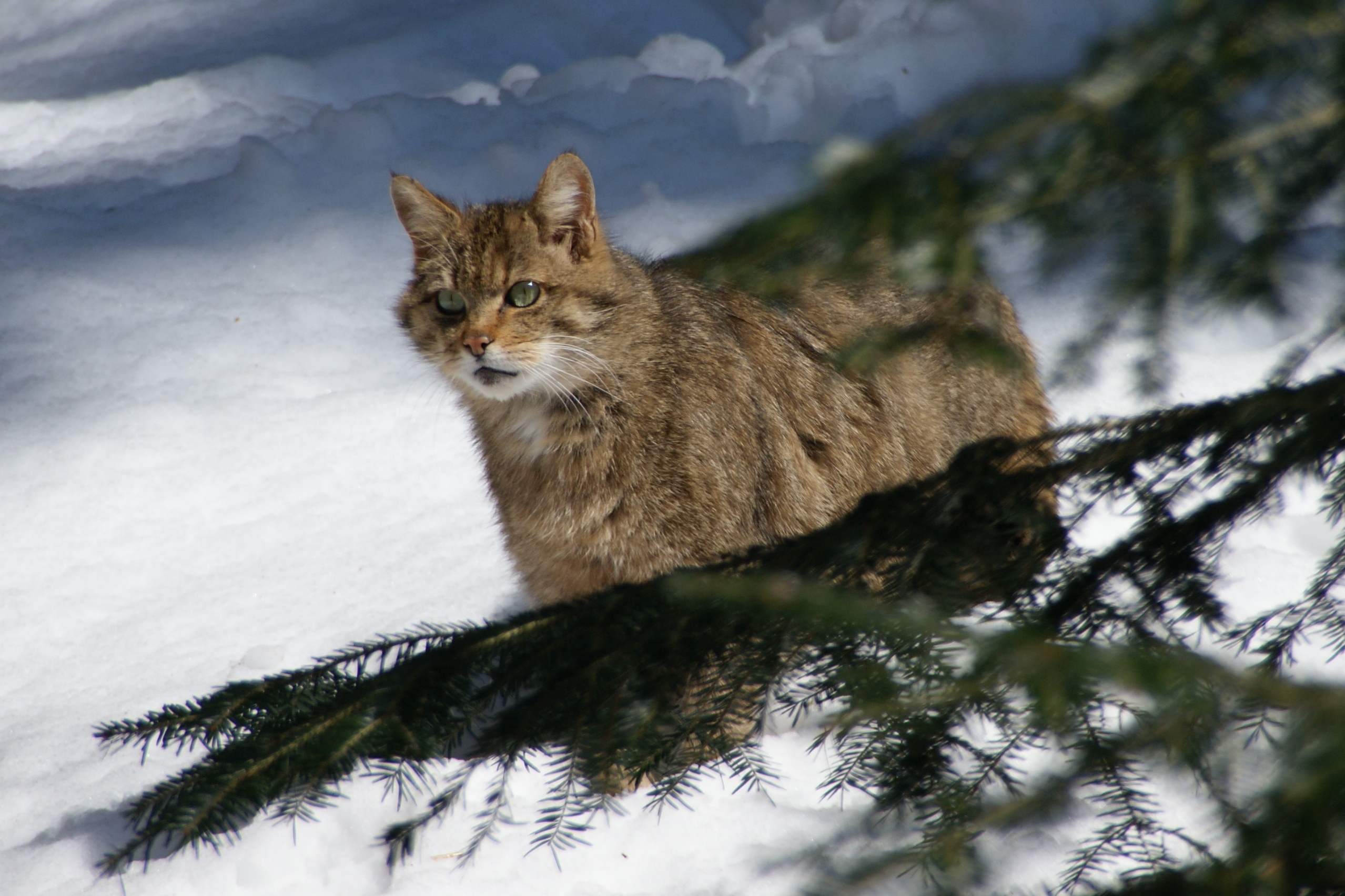
Wildkatze
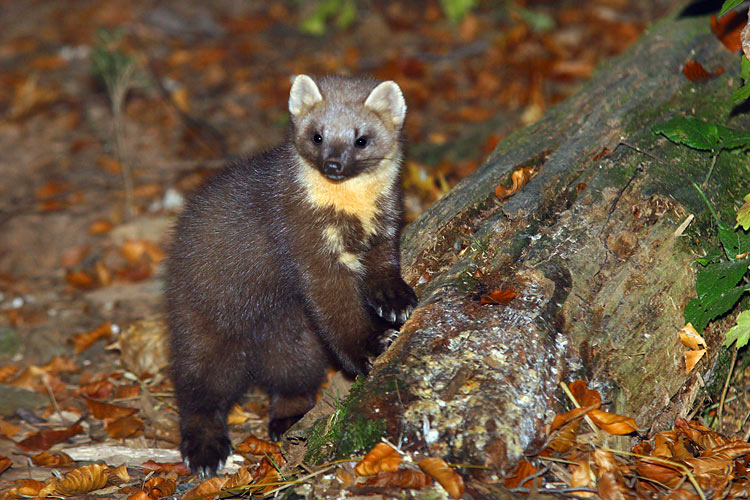
Baummarder
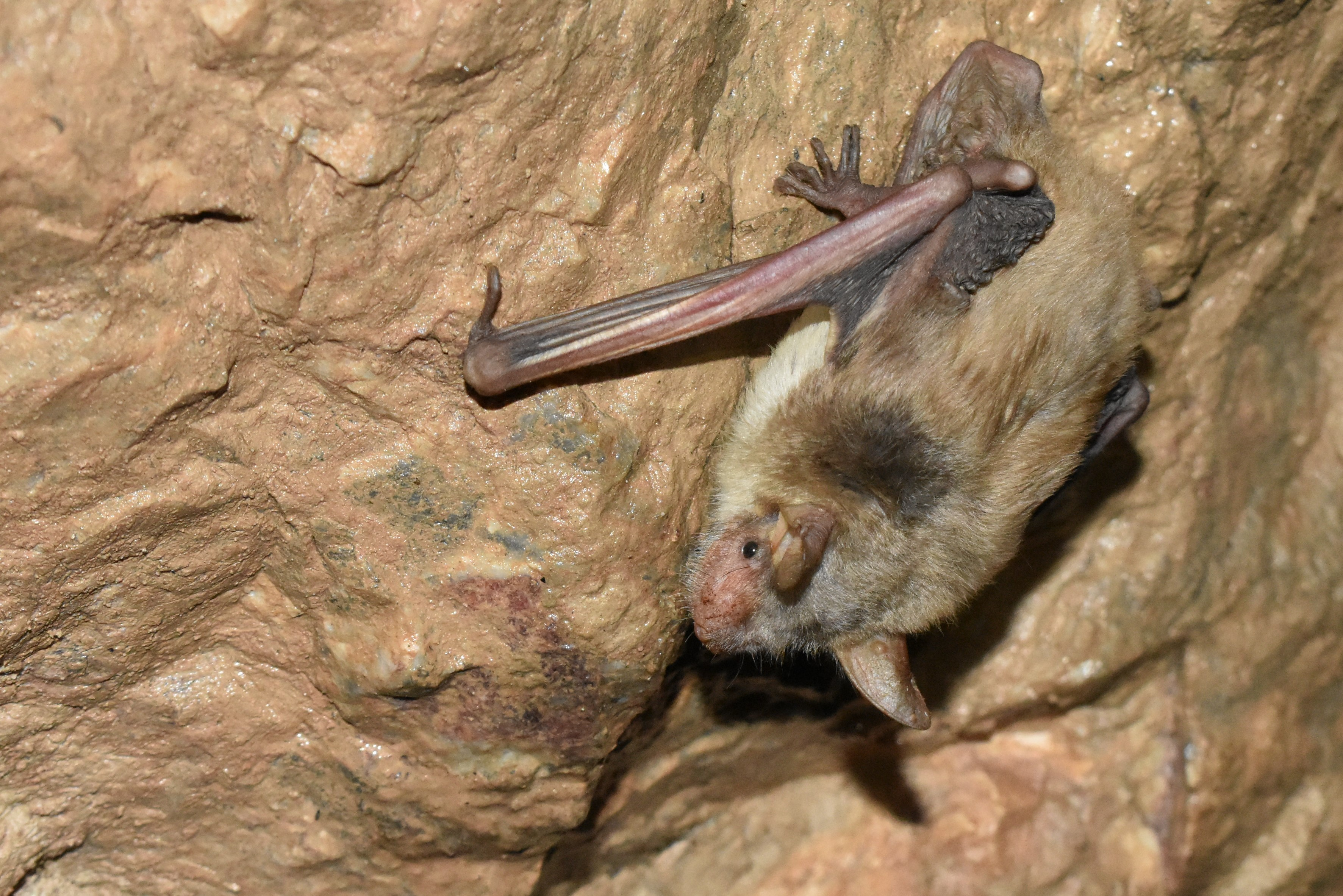
Kleines Mausohr

Die Fauna ist durch 1890 Arten von Wirbellosen und 124 Arten von Wirbeltieren vertreten.
Unter den Säugetieren sind anzutreffen:
- Braunbär (Ursus arctos)
- Rothirsch (Cervus elaphus)
- Reh (Capreolus capreolus)
- Wolf (Canis lupus)
- Wildschwein (Sus scrofa)
- Fischotter (Lutra lutra)
- Luchs (Lynx lynx)
- Wildkatze (Felis silvestris)
- Baummarder (Martes martes)
- Zwergspitzmaus (Sorex minutus)
- Blasius-Hufeisennase (Rhinolophus blasii)
- Kleines Mausohr (Myotis blythii)

Die Vogelwelt des Nationalparks ist sehr artenreich und beherbergt sowohl einheimische Vögel als auch Zugvögel:

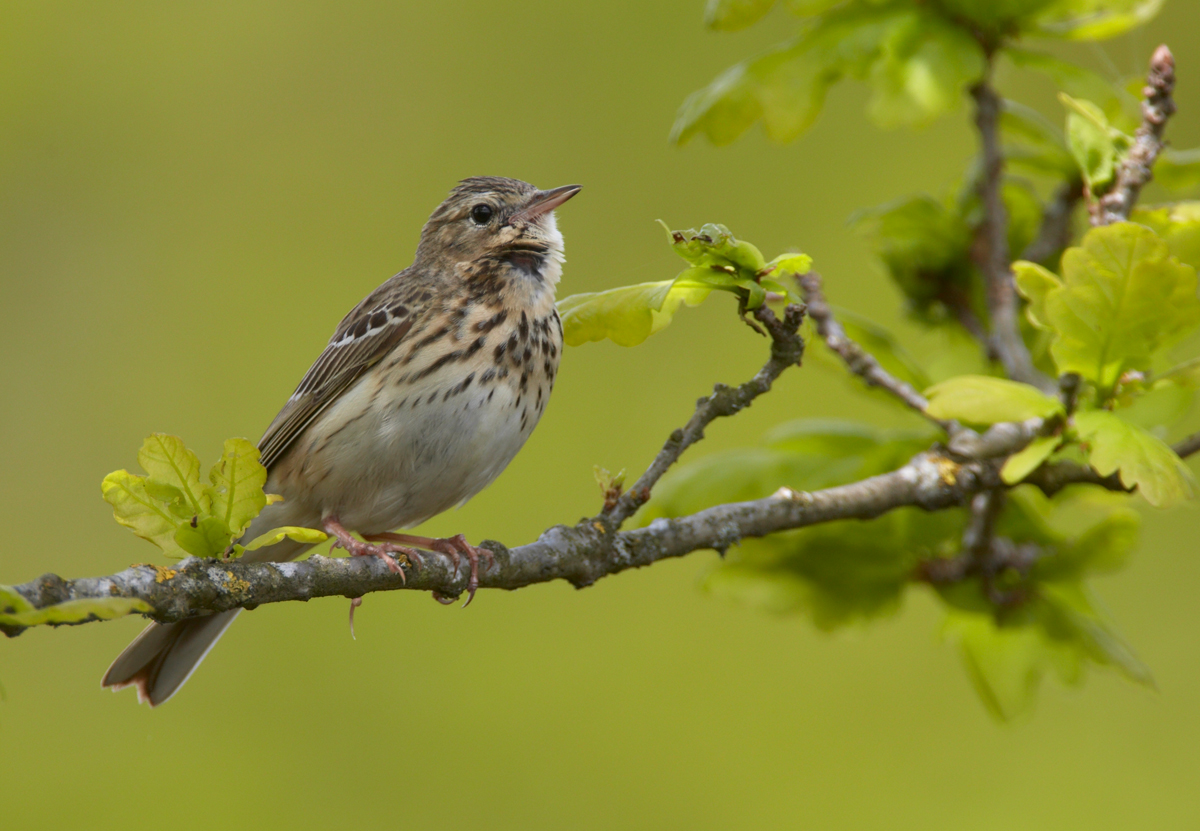
Baumpieper
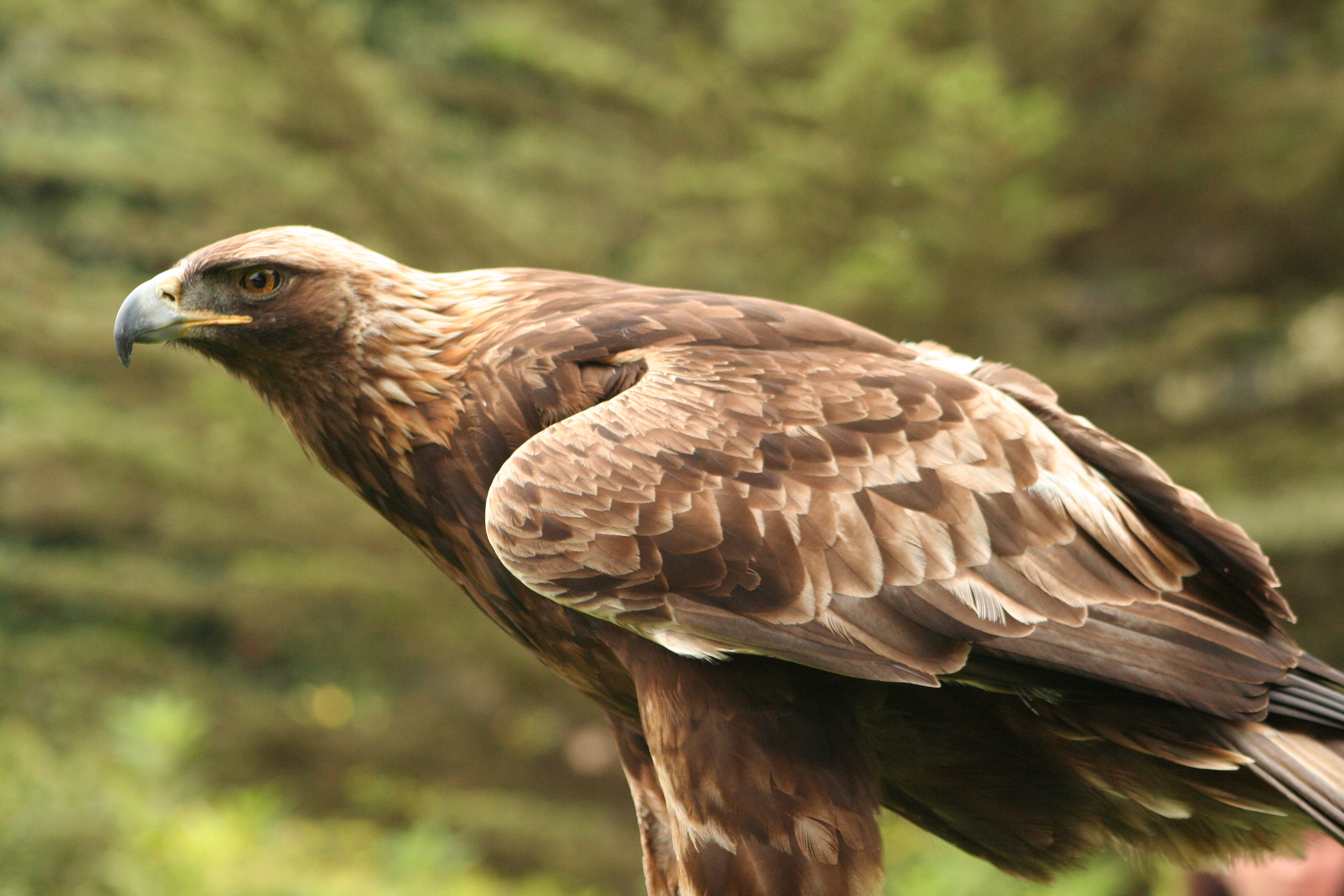
Steinadler
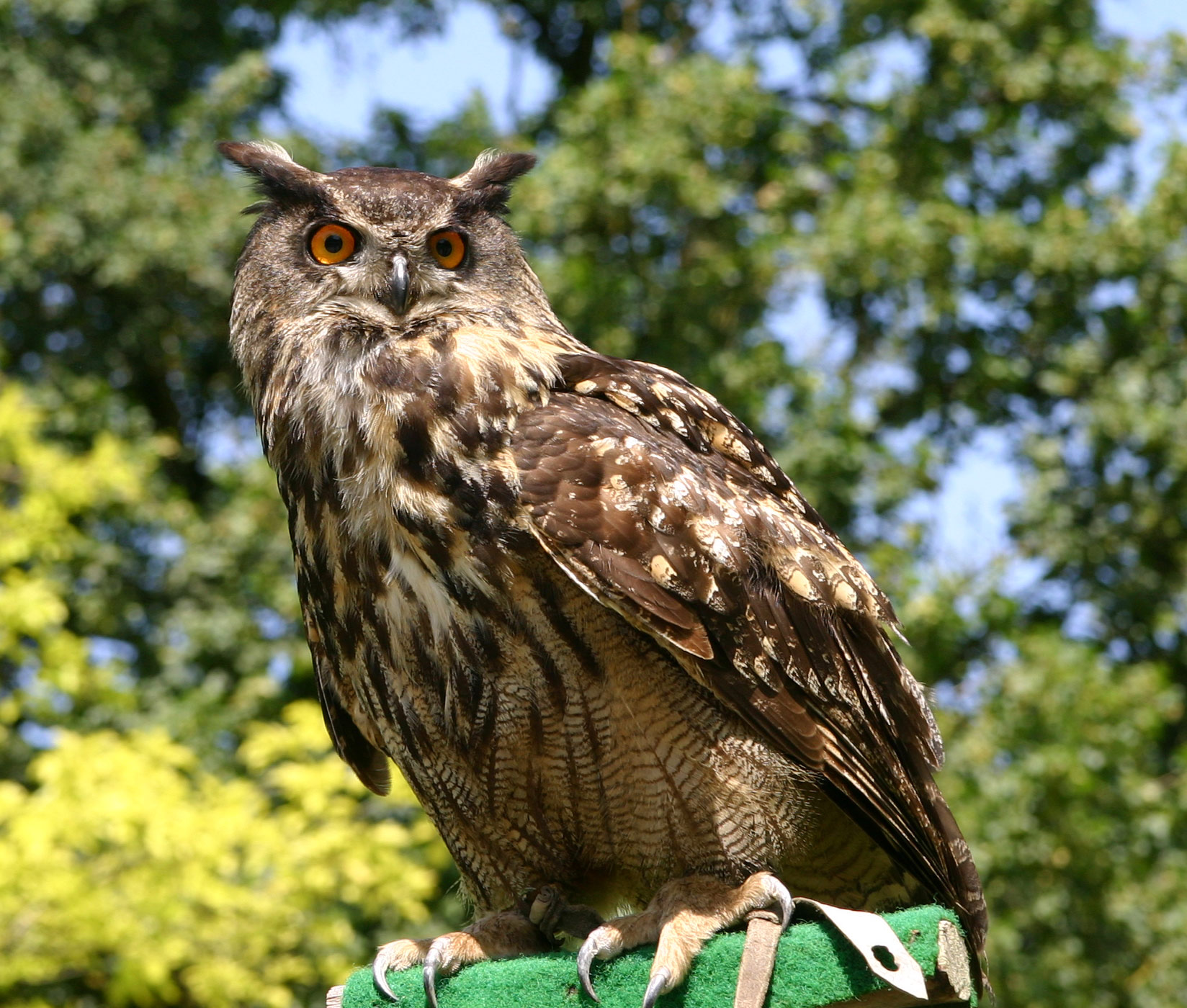
Uhu
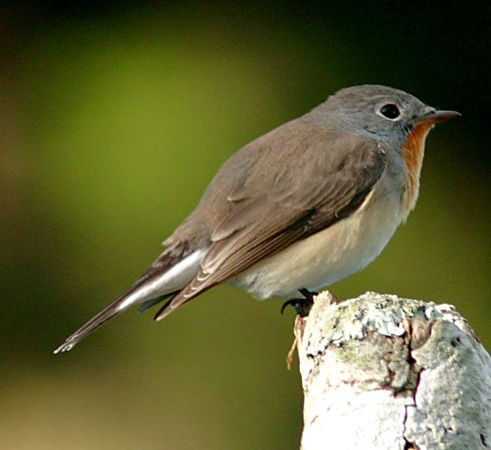
Zwergschnäpper
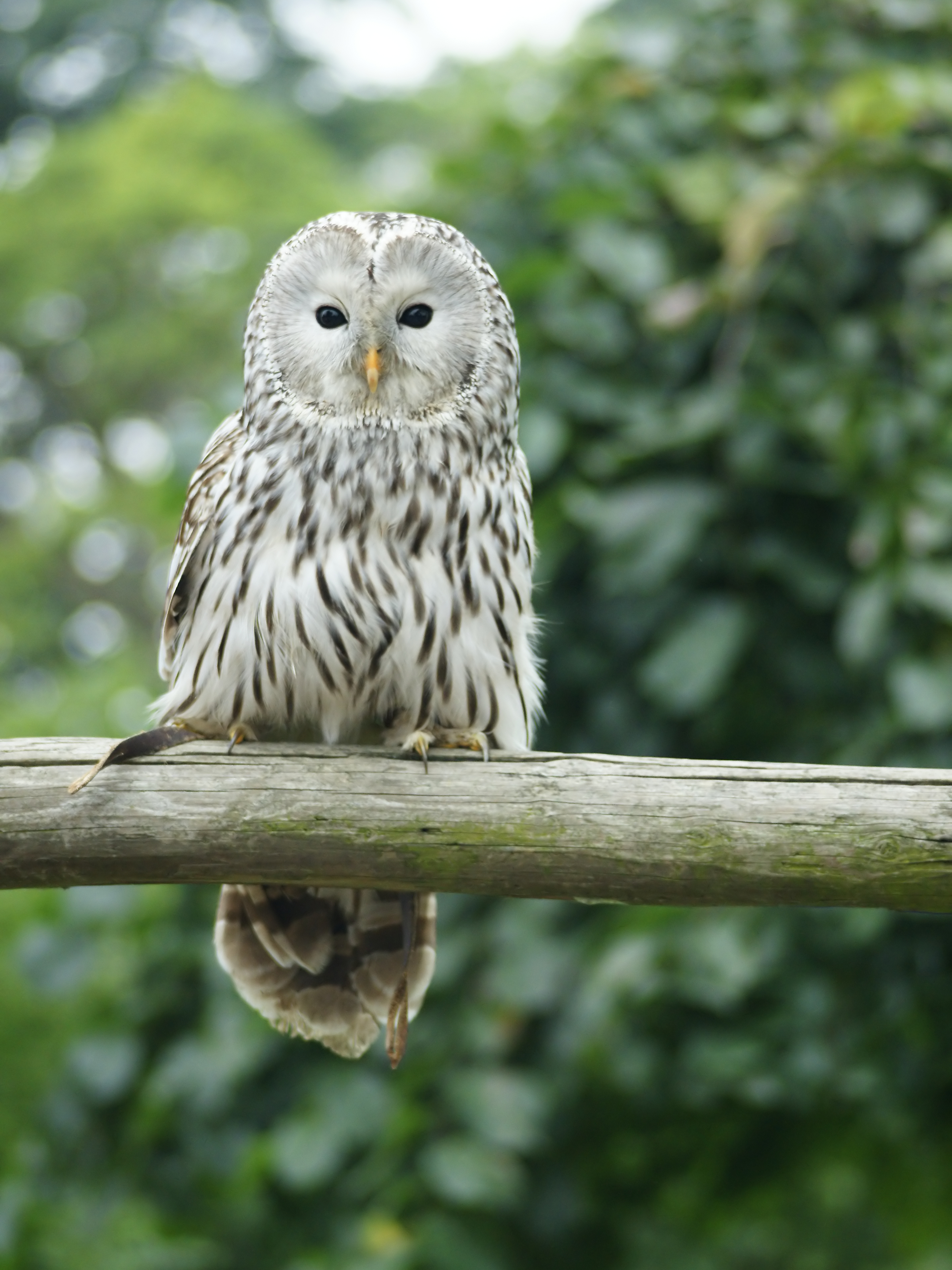
Habichtskauz
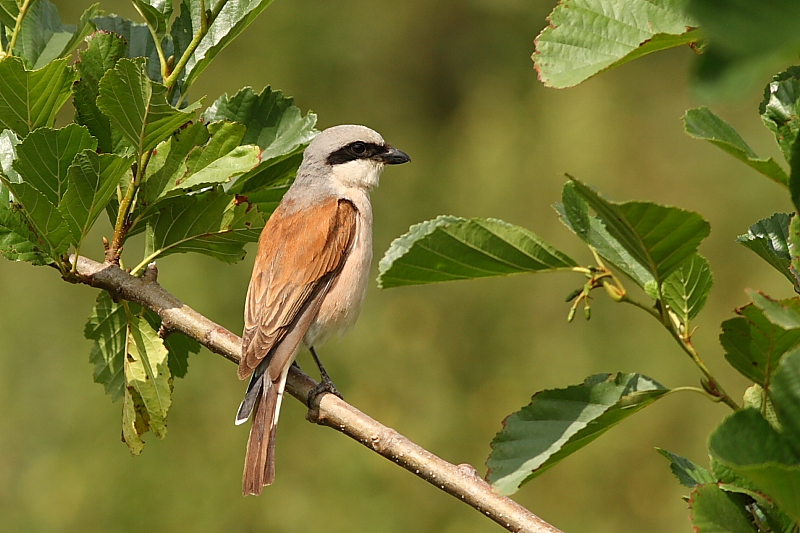
Neuntöter

- Steinadler (Aquila chrysaetos)
- Schreiadler (Aquila pomarina)
- Haselhuhn (Bonasa bonasia)
- Uhu (Bubo bubo)
- Schlangenadler (Circaetus gallicus)
- Zwergschnäpper (Ficedula parva)
- Wespenbussard (Pernis apivorus)
- Ziegenmelker (Caprimulgus europaeus)
- Grauspecht (Picus canus)
- Habichtskauz (Strix uralensis)
- Wachtelkönig (Crex crex)
- Sperbergrasmücke (Sylvia nisoria)
- Neuntöter (Lanius collurio)
- Ortolan (Emberiza hortulana)
- Blauracke (Coracias garrulus)
- Wiesenweihe (Circus pygargus)
- Mittelspecht (Dendrocopos medius).

Unter den Reptilien und Amphibien sind zu erwähnen:

Östliche Smaragdeidechse
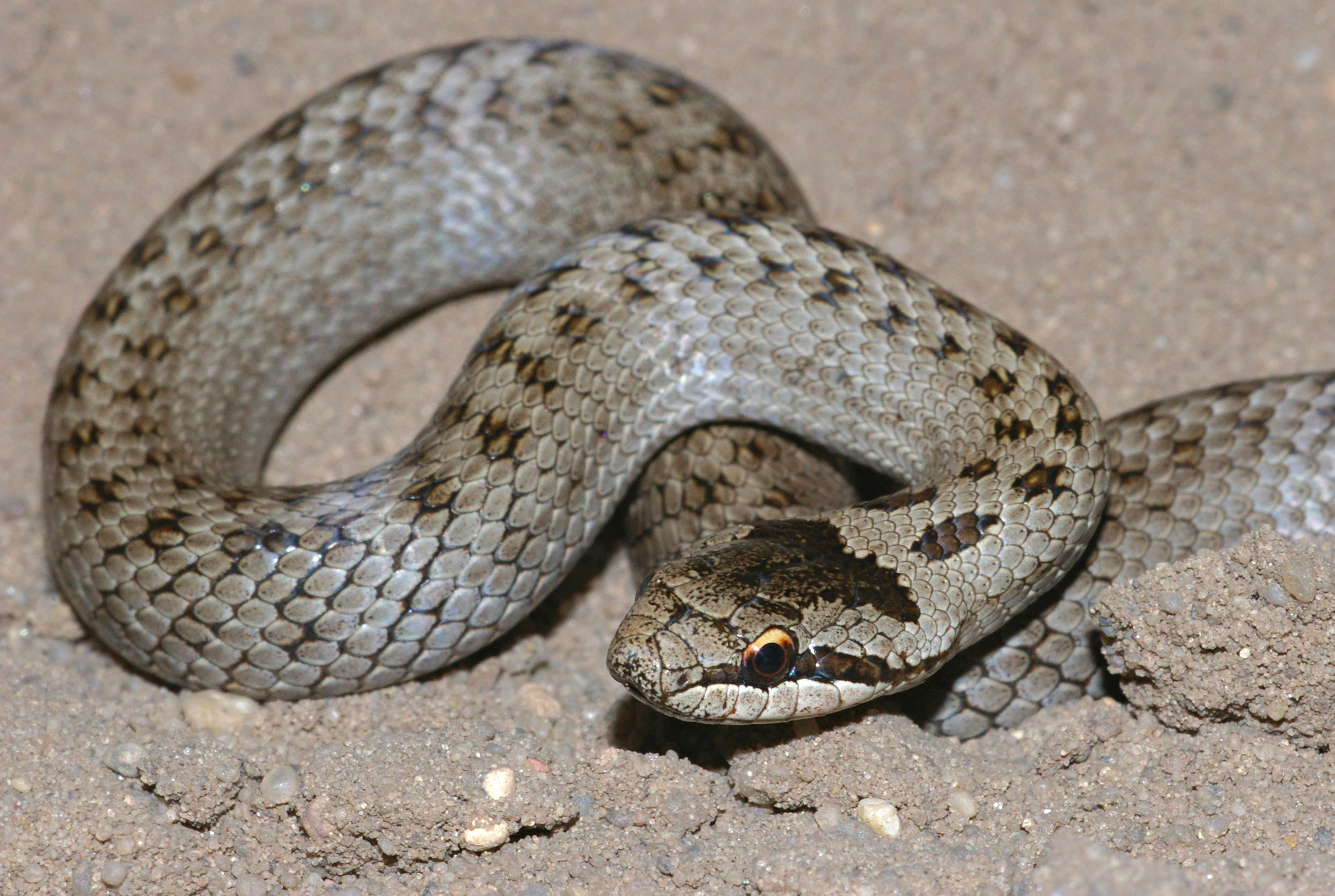
Schlingnatter
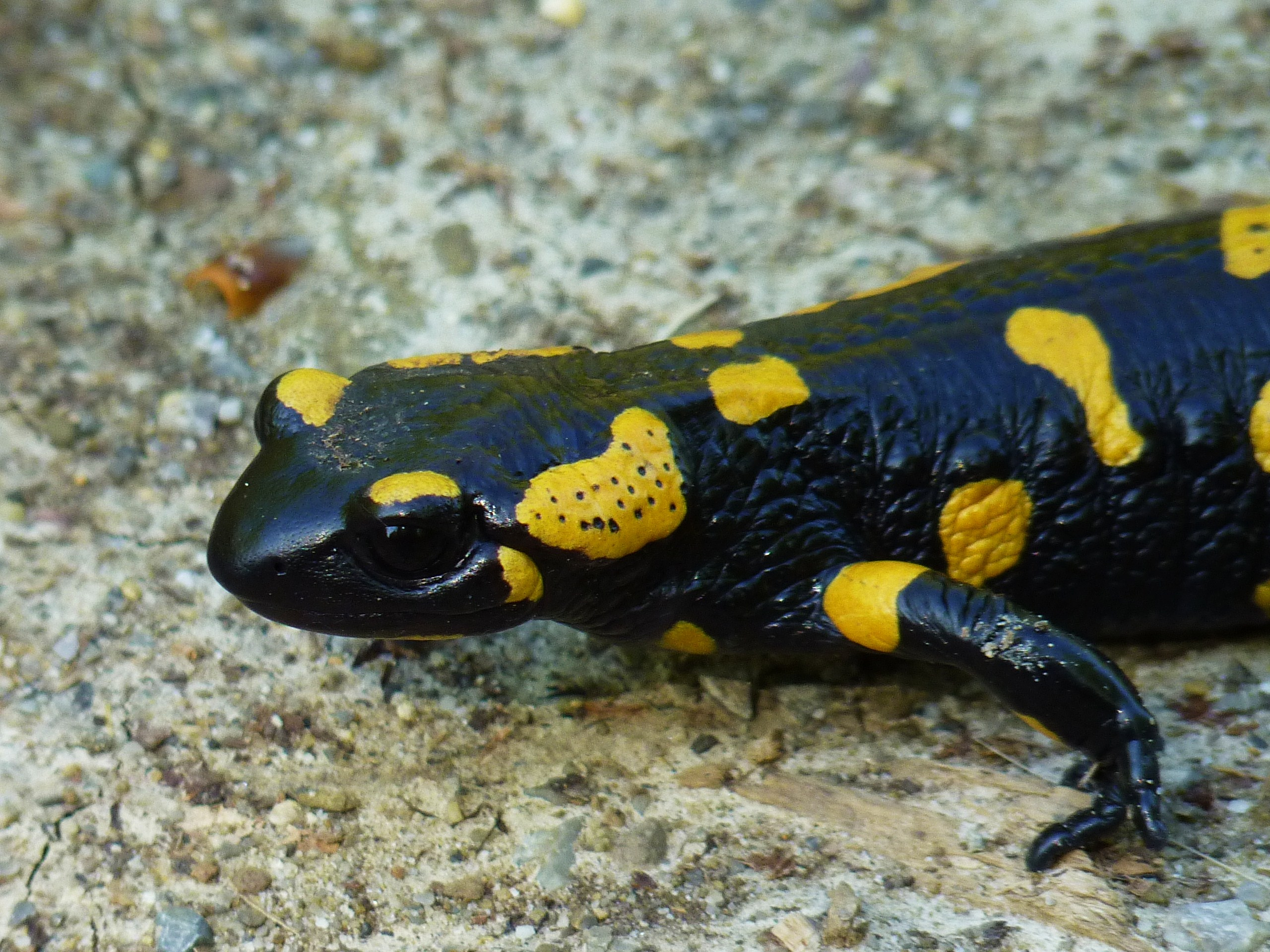
Feuersalamander
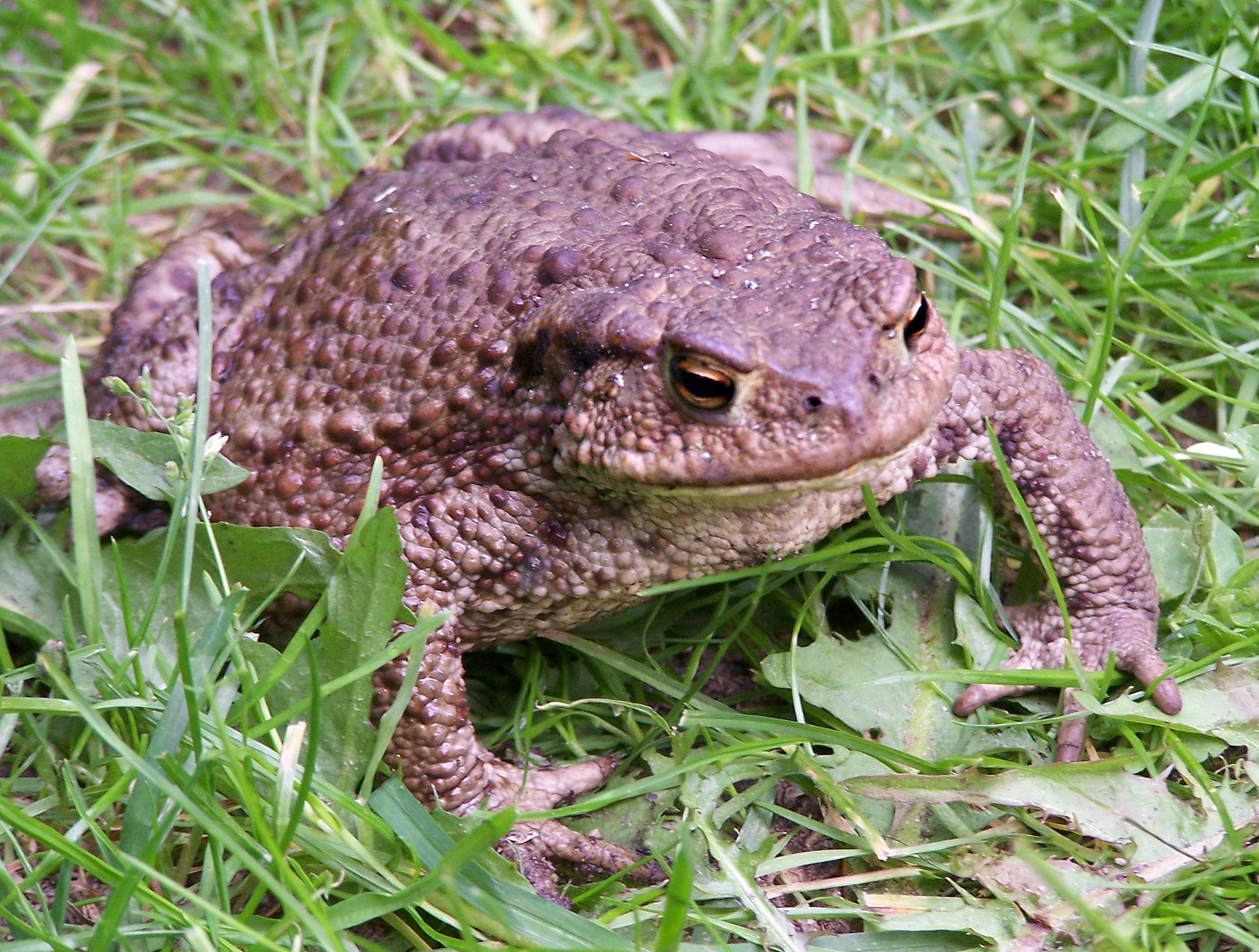
Erdkröte

- Kreuzotter (Vipera berus)
- Östliche Smaragdeidechse (Lacerta viridis)
- Schlingnatter (Coronella austriaca)
- Feuersalamander (Salamandra salamandra)
- Bergmolch (Triturus alpestris)
- Erdkröte (Bufo bufo)

In den Gewässern des Nationalparks findet man folgende Fischarten:

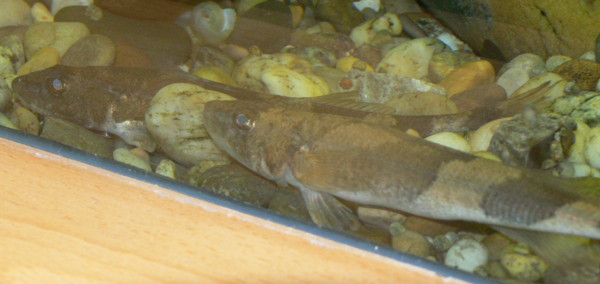
Streber
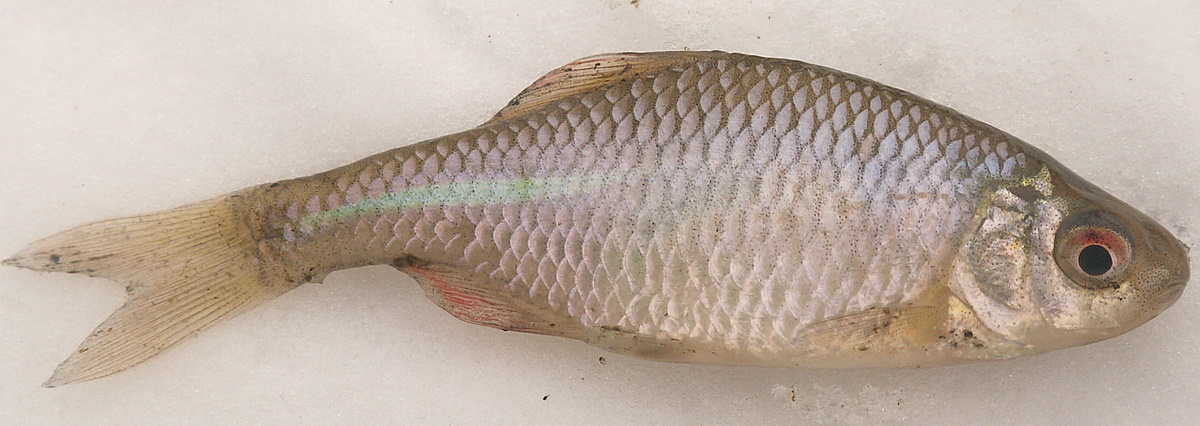
Bitterling

- Steingreßling (Gobio uranoscopus)
- Forellenbarbe (Barbus meridionalis)
- Streber (Zingel streber)
- Bitterling (Rhodeus sericeus amarus)

## Anfahrt
- Nationalstraße DN57B Oravița – Sasca Montană – Șopotu Nou – Cărbunari – Bozovici – Anina
- Nationalstraße DN57B Reșița – Carașova – Anina